# International Association of Nitrox and Technical Divers
L'International Association of Nitrox and Technical Divers (IANTD) est une association de certification de plongeurs techniques spécialisés dans l'utilisation du Nitrox, du Trimix et des recycleurs.
Ces techniques et matériels permettent d'atteindre de plus grandes profondeurs afin de battre des records, explorer des grottes, des épaves.
Cet organisme de certification très spécialisé est une des références mondiales et une agence pionnière dans la plongée technique.

## Histoire
Dick Ruckowski, ancien chef de plongée à la National Oceanic and Atmospheric Administration (NOAA) aux États-Unis, a créé l'International Association of Nitrox Divers (IAND) en 1985 pour enseigner l'utilisation du nitrox aux plongeurs loisir.
Ce programme a, dans ses débuts, été développé en partenariat avec la NOAA. En 1992 le nom a été changé en International Association of Nitrox and Technical Divers (IANTD). Le T a été ajouté lors de la fusion avec l'European Association of Technical Divers. Avant de fonder l'IAND, Dick Rutkowski travaillait pour le Dr Wells et était responsable de l'entraînement des plongeurs de la NOAA.
En 1991, Tom Mount rejoint Dick et l'IANTD devient la première association à offrir des cursus de formation dans tous les domaines de la plongée technique (nitrox, plongées profondes à l'air, pénétration d'épaves et de grottes, trimix normoxique, trimix, recycleurs).

## Qualifications
Le système de qualification IANTD est structuré depuis janvier 2013 comme ci-joint,,,,,.
| - Supervised Diver - Open Water Diver - Essentials Diver - Advanced Open Water Diver - Open Water Side Mount Diver - Rescue Diver - EANx Diver - Deep Diver - Advanced EANx Diver - Speciality Diver - Elite Diver - Public Safety - Open Water DPV Diver - Decompression Specialist - Self-sufficient Diver - Diver First Aid | - Oxygen Administration - Diving Medical Technician - AED - Hyperbaric Chamber Operator - CPR - EANx Blender - Trimix Gas Blender - LSS Service Technician - Underwater Theatrical Performer - Recreational Trimix Diver - Technical diver - Expedition Trimix Diver - In Water Recompression - Normoxic Trimix Diver - Trimix Diver | - Cavern Diver - Introductory Cave Diver - Cave Diver - Limited Mine Diver - Mine Diver - Technical Cave Diver - Rebreather Cave Diver - Advanced Cave - Stage - Advanced cave - side mount - Advanced Cave - DPV - Advanced cave - survey - Wreck diver - Rebreather Wreck Diver - Advanced Wreck Diver - Technical Wreck Diver | - Rebreather experience - Recreational CCR Diver - SCR Rebreather Diver - CCR Diver - pSCR Diver - Dive Master - Cavern Dive Master - Advanced EANx Supervisor - Advanced Recreational Trimix Supervisor |